# Governança de TI para Operações de DevOps
A Governança de TI para Operações de DevOps refere-se à aplicação de práticas e princípios de governança no contexto da implementação e operação de DevOps. O DevOps, como uma abordagem que integra desenvolvimento de software (Development) e operações (Operations), busca promover agilidade, inovação e eficiência no ciclo de vida de entrega de software. No entanto, essa agilidade muitas vezes apresenta desafios para atender a requisitos regulatórios, de segurança e conformidade organizacional, que são aspectos centrais da Governança de TI.
No contexto atual, muitas organizações enfrentam a necessidade de equilibrar a rápida entrega de valor proporcionada pelo DevOps com o controle e a estabilidade exigidos por frameworks de governança. O conceito de TI Bimodal, introduzido pelo Gartner, surge como uma abordagem complementar, permitindo que as empresas mantenham dois modos operacionais: um voltado para a inovação ágil e outro para a estabilidade e controle.
Este artigo explora como práticas de governança podem ser integradas às operações de DevOps, destacando os benefícios dessa integração, os desafios enfrentados e as ferramentas que podem apoiar a implementação. Além disso, o conceito de TI Bimodal será abordado como uma estratégia para equilibrar inovação e controle em ambientes de DevOps.

## Conceitos Fundamentais

### DevOps
O DevOps é uma abordagem que combina práticas, ferramentas e uma cultura organizacional voltada para integrar o desenvolvimento de software (Development) e as operações de TI (Operations). O objetivo principal é acelerar o ciclo de entrega de software, garantindo maior eficiência e qualidade nas entregas.  
As principais características do DevOps incluem:  
- Integração contínua (Continuous Integration - CI) e entrega contínua (Continuous Delivery - CD).
- Colaboração entre equipes multifuncionais.
- Automação de processos, como testes e implantação.

Apesar de seus benefícios, como maior agilidade e redução no tempo de entrega, a adoção de DevOps apresenta desafios, especialmente em organizações que precisam cumprir requisitos rigorosos de segurança e governança.

### Governança de TI
A Governança de TI é definida como um conjunto de práticas e processos que asseguram que as operações de TI estejam alinhadas com os objetivos estratégicos da organização. Ela inclui o controle de recursos de TI, gestão de riscos e conformidade regulatória.
Nos ambientes ágeis, como o DevOps, a Governança de TI desempenha um papel crucial para garantir que a agilidade não comprometa a segurança e a conformidade. A diferença em relação à governança tradicional está no uso de ferramentas automatizadas e na abordagem adaptativa, que prioriza o alinhamento dinâmico entre velocidade e controle.

### TI Bimodal
O conceito de TI Bimodal foi introduzido pelo Gartner como uma estratégia para lidar com a dualidade das operações de TI. Ele se baseia em dois modos distintos de operação:  
- Modo 1: Focado em estabilidade, controle e previsibilidade.
- Modo 2: Voltado para inovação, experimentação e agilidade.[3]

Em ambientes DevOps, o TI Bimodal pode ser usado como uma ferramenta estratégica para equilibrar a necessidade de velocidade nas entregas com os requisitos de governança e conformidade.
Embora o modelo Bimodal tenha vantagens, como a capacidade de atender demandas conflitantes, ele também enfrenta críticas devido à possibilidade de criar silos entre equipes e dificultar a colaboração.

## Práticas de Governança em DevOps
No contexto de DevOps, a governança de TI se estabelece como um pilar fundamental para garantir que, mesmo em um ambiente altamente ágil e automatizado, os sistemas atendam aos mais rigorosos padrões de integridade, segurança e conformidade. Ela representa o conjunto de políticas, procedimentos e controles essenciais para assegurar que as organizações não apenas entreguem software rapidamente, mas também o façam de maneira responsável e controlada. Enquanto práticas tradicionais de governança, como o gerenciamento de mudanças, auditorias e o gerenciamento de riscos, continuam essenciais, elas são adaptadas para funcionar em um cenário mais dinâmico, onde a automação e a integração de processos são vitais para o sucesso. Este equilíbrio entre controle e agilidade é a chave para a governança eficaz dentro do DevOps.
De acordo com o State of DevOps Report (2024), as organizações que implementam práticas maduras de governança dentro do DevOps conseguem não apenas aumentar a velocidade de entrega de software, mas também assegurar que essas entregas sejam realizadas com plena conformidade às normativas e segurança, criando uma cultura de confiança e controle sem comprometer a inovação.

## Estudos de Caso e Exemplos Práticos

### Caso 1: Implementação de DevOps com Governança na Amazon
A Amazon é um exemplo emblemático de como integrar práticas de DevOps com governança de TI de forma eficiente. A empresa utiliza uma abordagem altamente automatizada para o gerenciamento de mudanças, com pipelines de CI/CD que incluem verificações automáticas de conformidade e segurança. Isso permite que equipes autônomas implementem mudanças de forma rápida, enquanto mantêm altos padrões de segurança e conformidade.

### Caso 2: O Equilíbrio entre Inovação e Controle no Setor Financeiro
Bancos globais, como o ING Group, demonstram a aplicação bem-sucedida do modelo de TI Bimodal. O banco separa suas operações críticas (Modo 1) de suas iniciativas de inovação (Modo 2), utilizando automação extensiva e frameworks de segurança para garantir conformidade. Isso inclui a utilização de ferramentas como Ansible e Jenkins para implantação rápida, enquanto controles rigorosos são aplicados aos sistemas de missão crítica.

### Caso 3: Governança Adaptativa na Netflix
A Netflix é conhecida por sua cultura DevOps altamente inovadora. A empresa adota uma governança adaptativa, com foco em automação e resiliência. O uso de ferramentas como Spinnaker para entrega contínua e Chaos Monkey para teste de falhas em produção demonstra como é possível manter altos níveis de controle e conformidade sem comprometer a agilidade.

## Controle de Mudanças
No modelo tradicional de gestão de TI, o gerenciamento de mudanças exige processos formais e rigorosos para garantir que alterações no sistema não comprometam a estabilidade e segurança operacional. Contudo, no DevOps, esse controle é mantido e aprimorado por meio da automação, sendo um elemento intrínseco ao fluxo contínuo de integração e entrega (CI/CD). Ferramentas como Jenkins, GitLab CI e CircleCI automatizam a validação, aprovação e execução de mudanças no código, garantindo que cada alteração seja testada e revisada antes de ser implementada, o que minimiza o risco de erros e falhas no sistema. Essa abordagem não apenas acelera os ciclos de entrega, mas também assegura que todas as mudanças estejam em conformidade com as exigências de governança, conforme discutido por EvolutioPS. A automação contínua facilita a implementação de controles robustos, permitindo que as empresas cumpram com regulamentos e políticas internas sem comprometer a eficiência.
Além disso, a monitorização constante das mudanças e a integração de feedback em tempo real ajudam a detectar potenciais problemas mais rapidamente. Isso torna o processo de mudanças mais transparente, permitindo uma maior colaboração entre as equipes e garantindo que qualquer impacto negativo seja identificado e mitigado logo no início. O uso de métricas e dashboards também oferece visibilidade clara sobre o estado das mudanças, promovendo uma gestão proativa e ágil.

## Práticas de Governança em DevOps
No contexto de DevOps, a Governança de TI se estabelece como um pilar fundamental para garantir que, mesmo em um ambiente altamente ágil e automatizado, os sistemas atendam aos mais rigorosos padrões de integridade, segurança e conformidade. Ela representa o conjunto de políticas, procedimentos e controles essenciais para assegurar que as organizações não apenas entreguem software rapidamente, mas também o façam de maneira responsável e controlada.  
Enquanto práticas tradicionais de governança, como o gerenciamento de mudanças, auditorias e o gerenciamento de riscos, continuam essenciais, elas são adaptadas para funcionar em um cenário mais dinâmico, onde a automação e a integração de processos são vitais para o sucesso. Este equilíbrio entre controle e agilidade é a chave para a governança eficaz dentro do DevOps.
De acordo com o State of DevOps Report (2024), as organizações que implementam práticas maduras de governança dentro do DevOps conseguem não apenas aumentar a velocidade de entrega de software, mas também assegurar que essas entregas sejam realizadas com plena conformidade às normativas e segurança, criando uma cultura de confiança e controle sem comprometer a inovação.

## Ferramentas e Frameworks de Apoio
A implementação eficaz da governança em DevOps pode ser facilitada pelo uso de diversas ferramentas e frameworks que auxiliam na automação, monitoramento e conformidade dos processos. Alguns dos principais incluem:
- Docker: Facilita a criação, empacotamento e implantação de aplicações em contêineres, promovendo consistência e eficiência no desenvolvimento e operações.[12]

- Puppet: Framework de gerenciamento de configuração que automatiza a entrega e operação de software, assegurando que os sistemas estejam configurados de acordo com as políticas de governança estabelecidas.[13]

- Ansible: Ferramenta de automação que simplifica a orquestração de configurações e implantações, contribuindo para a padronização e conformidade em ambientes DevOps.[14]

- Jenkins: Plataforma de integração contínua que automatiza a construção e testes de software, permitindo detecção precoce de problemas e garantindo a qualidade das entregas.[12]

## O Papel do TI Bimodal na Governança de DevOps
O conceito de TI Bimodal, introduzido pelo Gartner, desempenha um papel crucial na Governança de DevOps ao ajudar as organizações a equilibrar as demandas conflitantes de estabilidade e inovação. Essa abordagem propõe a coexistência de dois modos de operação:  
- Modo 1: Focado na estabilidade, confiabilidade e eficiência operacional.
- Modo 2: Voltado para a agilidade, inovação e experimentação.[15]

No contexto de DevOps, o TI Bimodal facilita:  
- Equilíbrio entre agilidade e controle: Enquanto o Modo 2 promove ciclos rápidos de desenvolvimento e entrega, o Modo 1 garante que os processos estejam alinhados com as políticas de governança e conformidade.[16]
- Implementação de práticas diferenciadas: Permite que equipes trabalhem em projetos inovadores enquanto outras mantêm a estabilidade dos sistemas críticos.[17]

#### Exemplos Práticos de Aplicação do Modelo
1. Gestão de Infraestrutura Híbrida:  
Organizações como Amazon e Netflix utilizam o TI Bimodal para operar ambientes híbridos, onde sistemas críticos de infraestrutura (Modo 1) coexistem com equipes ágeis que experimentam novos serviços e funcionalidades (Modo 2). Isso possibilita que as mudanças sejam implementadas sem comprometer a estabilidade.
2. Automação de Processos com Governança:
No setor financeiro, o TI Bimodal é usado para balancear a conformidade regulatória com a inovação digital. Ferramentas como Jenkins e Kubernetes são usadas no Modo 2 para automação e inovação, enquanto no Modo 1 há controle rigoroso de mudanças e auditorias.
3. Desenvolvimento de Aplicativos Empresariais:
Empresas de software empresarial adotam o modelo Bimodal para desenvolver aplicativos inovadores em paralelo ao suporte contínuo de sistemas legados. Isso é especialmente útil para garantir que novos serviços atendam rapidamente às necessidades do mercado sem comprometer a governança.
Embora o TI Bimodal ofereça benefícios significativos, ele também enfrenta desafios, como a possibilidade de criar silos organizacionais entre os dois modos. Uma governança eficaz e a promoção da comunicação entre as equipes são essenciais para superar essas dificuldades e garantir o sucesso do modelo.

## Desafios na Implementação da Governança em DevOps
A adoção de práticas de governança em ambientes DevOps apresenta diversos desafios que podem impactar a eficácia e a conformidade dos processos. Entre os principais desafios, destacam-se:
- Resistência Cultural: A transição para um modelo DevOps requer mudanças significativas na cultura organizacional, o que pode gerar resistência por parte das equipes acostumadas a métodos tradicionais de trabalho.[21]

- Falta de Colaboração entre Negócios e TI: A ausência de alinhamento e comunicação eficaz entre as áreas de negócios e TI pode comprometer a implementação de práticas DevOps, resultando em soluções que não atendem às necessidades dos usuários finais.[22]

- Automação de Testes: A automação é um componente crítico no DevOps, mas a implementação inadequada ou insuficiente de testes automatizados pode levar a falhas na detecção de erros e comprometer a qualidade do software.[23]

- Foco Excessivo em Ferramentas: Embora as ferramentas sejam importantes, concentrar-se apenas nelas sem considerar processos e pessoas pode limitar a eficácia das práticas DevOps. É crucial equilibrar a adoção de ferramentas com a evolução cultural e processual.[21]

## Futuro da Governança em DevOps
O futuro da Governança em DevOps está intimamente ligado à adoção de tecnologias emergentes e à evolução das práticas organizacionais. Algumas tendências incluem:  
- Adoção de Inteligência Artificial (IA): Ferramentas de IA estão sendo usadas para prever falhas e recomendar ajustes em políticas de governança.[24]
- Plataformas unificadas: Soluções como Open Policy Agent (OPA) e HashiCorp Sentinel estão se consolidando como padrões para centralizar políticas e controles em ambientes DevOps.[25]
- Governança como Código (Governance-as-Code): A aplicação de práticas como "Policy-as-Code" permite que as regras de governança sejam codificadas e gerenciadas de forma versionada, promovendo maior automação e rastreabilidade.[26]

Com essas evoluções, espera-se que a Governança de TI se torne cada vez mais integrada ao fluxo de trabalho do DevOps, reduzindo fricções e maximizando o valor entregue pelas organizações.